# Hyalomma

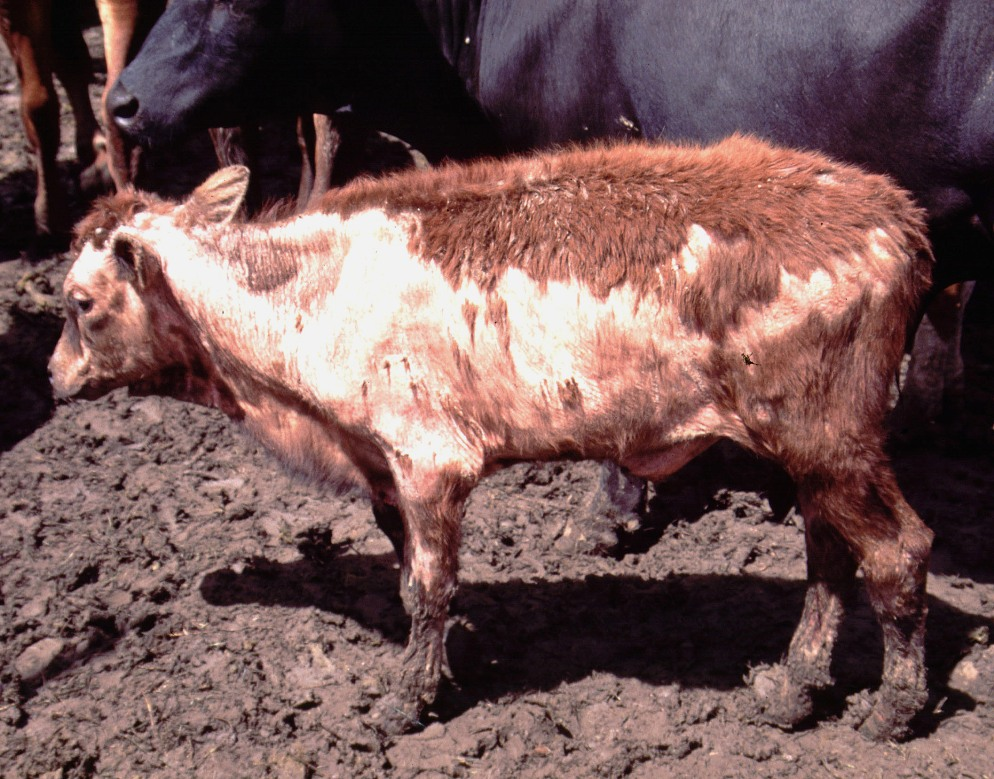
Телёнок с признаками тяжелой алопеции, вызванной клещём Hyalomma rufipes клещей. Зимбабве

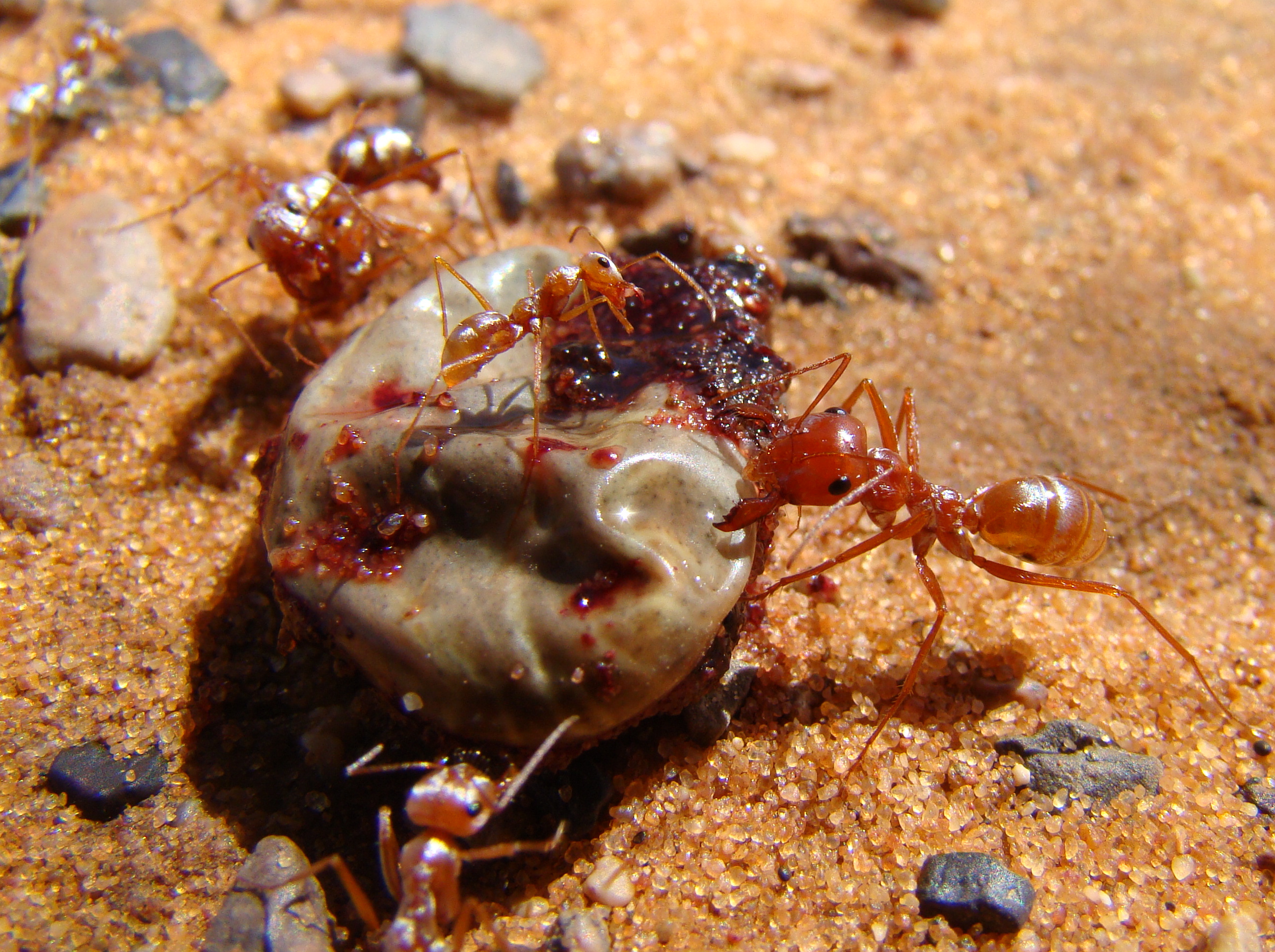
Иксодовый клещ Hyalomma dromedarii, схваченный муравьями-бегунками Cataglyphis bombycina

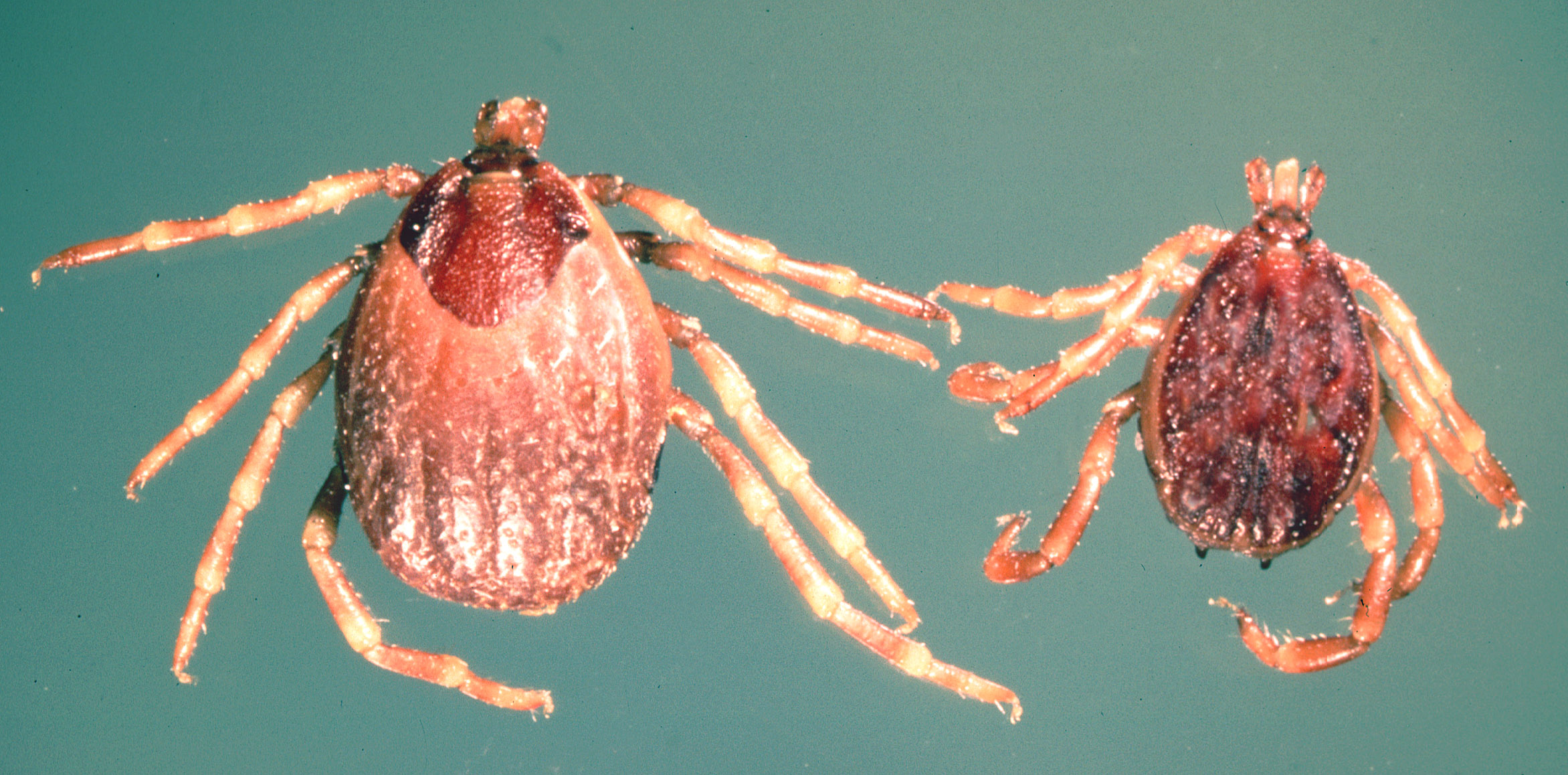
Hyalomma sp.

Hyalomma  (лат.) (англ. camel tick) — род кровососущих клещей из семейства Ixodidae. Около 30 видов. Африка, Евразия, преимущественно в пустынных и пустынно-степных регионах Средней и Центральной Азии, Ближнего Востока и Северной Африки.

## Описание
Крупные и среднего размера кровососущие клещи (от жёлто-коричневого до  коричнево-красного цвета). Размер голодных самок несколько мм, а напившихся кровью (например, у Hyalomma dromedarii)  достигает 1200 мг и размера почти до 3 см (29 × 15 мм), цвет меняется на оливково-серый.
Глаза сферические. Основание хоботка (гнатосомы) прямоугольное. Дорзальный щиток без орнамента (рисунка). Самцы имеют от 2 до 4 пар брюшных анальных щитков (1 пара аданальных, 1 пара акцессорных и 1-2 пары субанальных пластинок) и 4 пары анальных волсоков. Каудальный отросток отсутствует. Цикл развития трёх-, двух- или однохозяинный. Среди хозяев в основном крупные млекопитающие (крупный и мелкий рогатый скот, верблюды), грызуны, зайцы, иногда ежи и черепахи. Известны случаи нападения на человека.
Наносят вред крупному рогатому скоту, служат переносчиками болезней для животных и вызывает человеческие случаи геморрагической лихорадки (в том числе крымской геморрагической лихорадки.

## Систематика
В мировой фауне около 30 видов. Первый вид этого рода был кратко описан в 1758 году шведским натуралистом Карлом Линнеем, когда он выделил вид Acarus aegyptius (ныне Hyalomma aegyptium). Род был впервые выделен в 1844 году немецким энтомологом Карлом Людвигом Кохом. В Европе 7 видов.
- Hyalomma aegyptium Linnaeus, 1758
- Hyalomma albiparmatum Schulze, 1919
- Hyalomma arabica Pegram, Hoogstraal & Wassef, 1982
- Hyalomma brevipunctata Sharif, 1928
- Hyalomma dromedarii Koch 1844
- Hyalomma erythraeum Tonelli-Rondelli, 1932
- Hyalomma franchinii Tonelli-Rondelli, 1932
- Hyalomma hussaini Sharif, 1928
- Hyalomma hystricis Dhanda & Raja, 1974
- Hyalomma impeltatum Schulze & Schlottke, 1930
- Hyalomma impressum Koch 1844
- Hyalomma kumari Sharif, 1928
- Hyalomma lusitanicum Koch, 1844
- Hyalomma marginatum Koch 1844
- Hyalomma nitidum Schulze, 1919
- Hyalomma punt Hoogstraal, Kaiser & Pedersen, 1969
- Hyalomma rhipicephaloides Neumann, 1901
- Hyalomma schulzei Olenev 1931
- Hyalomma scupense Schulze, 1919 [9]
- Hyalomma sinaii Feldman-Muhsam, 1960
- Hyalomma truncatum Koch 1844
- Hyalomma turanicum Pomerantsev, 1946